# Morris Engel
Pour les articles homonymes, voir Engel.
Morris Engel est un photographe et un réalisateur américain né le 8 avril 1918 à New York (État de New York) et mort le 5 mars 2005 également à New York.
Engel est un pionnier dans l'utilisation de la caméra à l'épaule et d'acteurs non professionnels.
Son naturalisme a influencé de nombreux réalisateurs, et notamment ceux de la Nouvelle Vague.

## Carrière
Morris Engel naît à New York en 1918. Il rejoint la Photo League en 1936, et expose pour la première fois en 1939 à la New School for Social Research. Il travaille un temps comme photographe pour le quotidien PM (en) avant de rejoindre la Navy comme photographe de guerre de 1941 à 1946. Après la guerre, il retourne à New York où il redevient un membre actif de la Photo League.
En 1953, avec son amie la photographe Ruth Orkin et son ancien collègue de PM Raymond Abrashkin, il écrit et réalise Le Petit Fugitif pour 30 000 dollars, en tournant en milieu naturel avec une petite caméra 35 mm. Le film, un des premiers films indépendants américains à connaître le succès, est nommé pour l'Oscar de la meilleure histoire originale et reçoit le Lion d'argent à la Mostra de Venise.
Malgré cette reconnaissance critique, Engel et Orkin, désormais mariés, ont beaucoup de mal à trouver le financement de leur film suivant, Lovers and Lollipops.
Contrairement aux films précédents dont le son est post-synchronisé, leur troisième film, Mariages et Enfants (Weddings and Babies), est le premier film de fiction fait avec une caméra 35 mm portable équipée d'une prise de son directe et synchrone.
Dans les années 1960, Engel réalise un certain nombre de publicités pour la télévision. Il réalise un dernier film, I Need a Ride to California, à propos d'un groupe de hippies à Greenwich Village, qui ne sera pas distribué

## Influences
Engel et Orkin occupent une place particulière dans le cinéma indépendant des années 1950. Leur travail a influencé John Cassavetes, Martin Scorsese et François Truffaut,,.
Dans son ouvrage Cassavetes on Cassavetes, le biographe Raymond Carney indique que Cassavetes connaissait le travail des réalisateurs indépendants basés à New York et aimait particulièrement les trois films d'Engel.
Truffaut s'est inspiré du style particulier du Petit Fugitif pour Les Quatre Cents Coups, il l'a d'ailleurs indiqué dans une interview au magazine The New Yorker[réf. souhaitée] :
« Notre Nouvelle Vague n’aurait jamais eu lieu si le jeune Américain Morris Engel ne nous avait pas montré la voie de la production indépendante avec son beau film, Le Petit Fugitif. »
Godard écrivit à Engel pour acheter sa caméra et lui envoya son chef-opérateur Raoul Coutard.

## Filmographie
- 1951 : The Farm They Won (court métrage documentaire)
- 1953 : Le Petit Fugitif
- 1956 : Lovers and Lollipops
- 1958 : Mariages et Enfants (Weddings and Babies)
- 1961 : One Chase Manhattan Plaza (court métrage documentaire)
- 1962 : The Dog Lover (court métrage)
- 1962 : Little Girls Have Pretty Curls (court métrage documentaire)
- 1968 : I Need a Ride to California
- 1968 : Peace Is (court métrage documentaire)
- 1994 : A Little Big Pregnant (documentaire)
- 1998 : Camillia (documentaire)

## Expositions

### Expositions collectives
- The New-York school show – Les photographes de l'École de New York 1935-1965, du 7 octobre 2020 au 10 janvier 2021, Pavillon populaire, Montpellier